# 1294

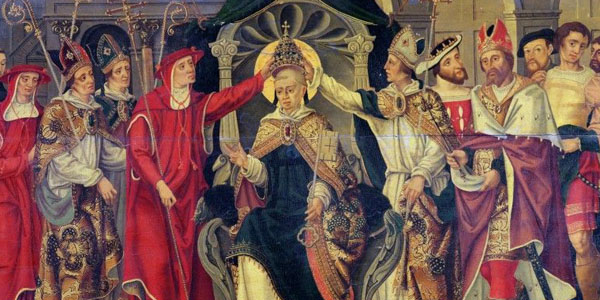
Celestinus V tot paus gekroond

Het jaar 1294 is het 94e jaar in de 13e eeuw volgens de christelijke jaartelling.

## Gebeurtenissen
maart
- 21 - Het Kasteel Voorst bij Zwolle wordt belegerd door de steden Deventer, Kampen en Zwolle en een grote groep ridders, waaronder de heren van Almelo, Kuinre en Buckhorst. Door tussenkomst van Reinoud I van Gelre wordt het beleg afgebroken.

juli
- 5 - Na een conclaaf van meer dan 2 jaar wordt Pietro del Morrone tot paus gekozen. Hij neemt de naam Celestinus V aan.

september
- 28 - Filips IV van Frankrijk neemt Gwijde van Dampierre, graaf van Vlaanderen, en diens jonge dochter Filippa gevangen om Filippa's voorgenomen huwelijk met de Engelse kroonprins Eduard te voorkomen.
- 29 - De Dominicanenkerk in Maastricht wordt ingewijd.

december
- 13 - Tijdens een geheim consistorie treedt paus Celestinus V af.
- 23 - Begin van het conclaaf om de opvolger van Celestinus V te kiezen. Meteen in de eerste stemronde wordt Matteo Rosso Orsini tot paus gekozen, doch hij weigert het ambt te aanvaarden.
- 24 - Benedetto Caetani wordt tot paus gekozen, en neemt de naam Bonifatius VIII aan.

zonder datum
- Adolf I van Nassau koopt het landgraafschap Thüringen van Albrecht II de Ontaarde.
- Eduard I van Engeland wijst Dordrecht aan als wolstapel. Alle export van Engels wol en laken moet daarheen gaan, zodat de koning controle heeft voor zijn belastingheffing.
- Filips IV van Frankrijk verklaard Eduard I van Engeland afgezet als zijn leenman voor Gascogne. Eduard bereidt zich voor op oorlog en draagt koning John Balliol van Schotland op hiervoor troepen te leveren.
- Missionaris Giovanni da Montecorvino Komt aan in Cambaluc (Beijing) waar hij een onderhoud heeft met keizer Chengzong. Hij bekeert de Nestoriaanse leider van de stam Onggud tot het katholicisme.
- Spiers wordt een Vrije Rijksstad, zie Rijksstad Spiers
- Kranenburg krijgt stadsrechten.
- oudst bekende vermelding: Avest, Beugen, Offenbeek, Sambeek, Wernhout, Witten

## Kunst en literatuur
- De bouw van de Basilicaa di Santa Croce in Florence wordt begonnen

## Opvolging
- Opper-Beieren en Rijnpalts - Lodewijk II opgevolgd door zijn zoons Rudolf I en Lodewijk III
- Brabant en Limburg - Jan I opgevolgd door zijn zoon Jan II
- patriarch van Constantinopel - Johannes XII in opvolging van Athanasius I
- Łęczyca - Casimir II opgevolgd door zijn broer Wladislaus de Korte
- Mamelukken (Egypte) - An-Nasir Muhammad opgevolgd door Baybars II
- Mazovië - Koenraad II opgevolgd door zijn broer Bolesław II
- Milaan - aartsbisschop Ottone Visconti opgevolgd door Matteo I Visconti
- paus - Pietro del Morrone als Celestinus V in opvolging van Nicolaas IV, op zijn beurt opgevolgd door Benedetto Caetani als Bonifatius VIII
- Pommerellen - Mestvin II opgevolgd door Przemysł II van Groot-Polen
- Orde van Sint-Jan (Hospitaalridders) - Odon de Pins in opvolging van Jean de Villiers
- Tempeliers - Jacques de Molay in opvolging van Thibaud Gaudin
- Yuan-dynastie (China) - Koeblai Khan opgevolgd door zijn kleinzoon Temür Khan (Chengzong)

## Afbeeldingen

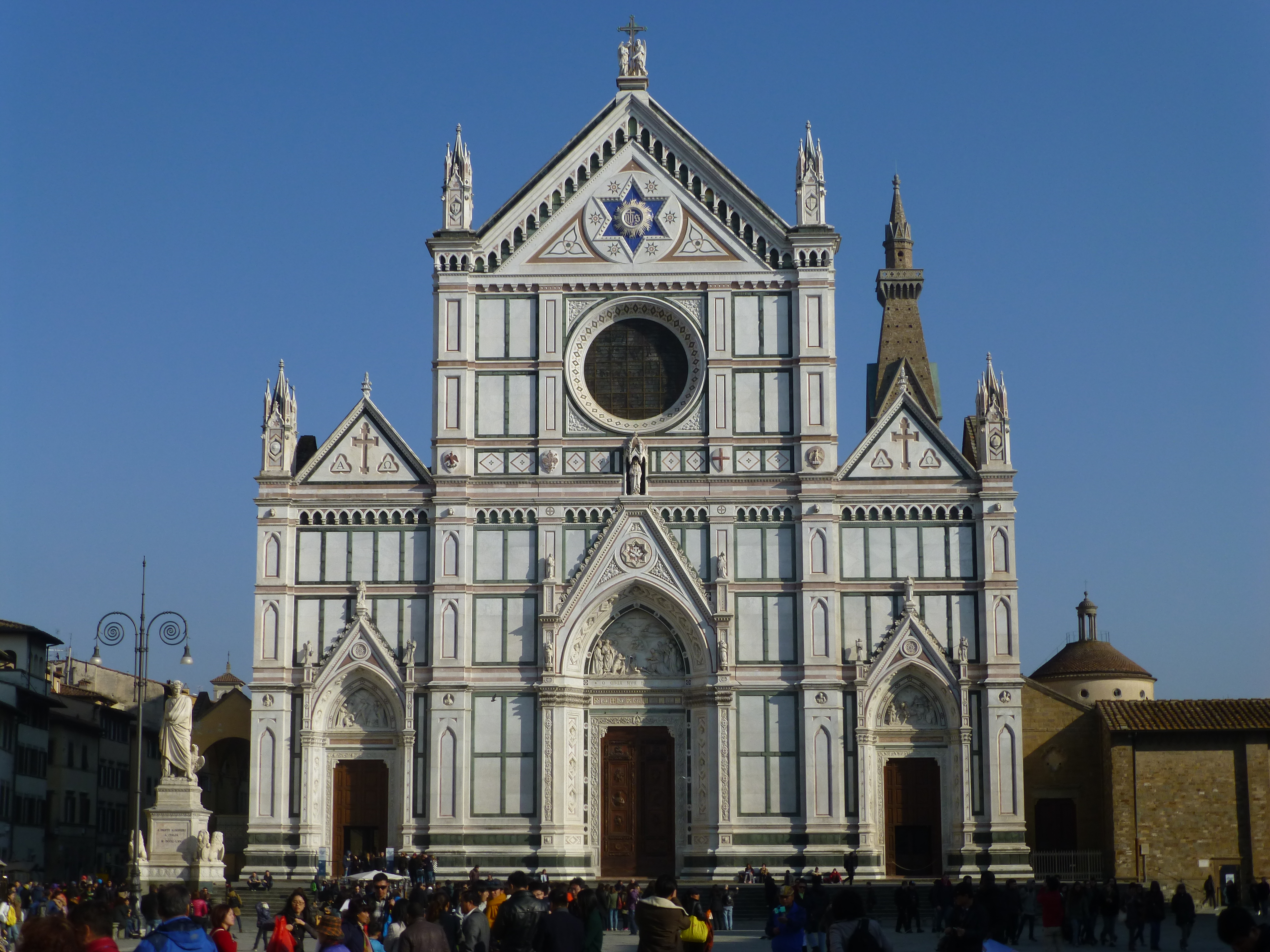
Basilica di Santa Croce
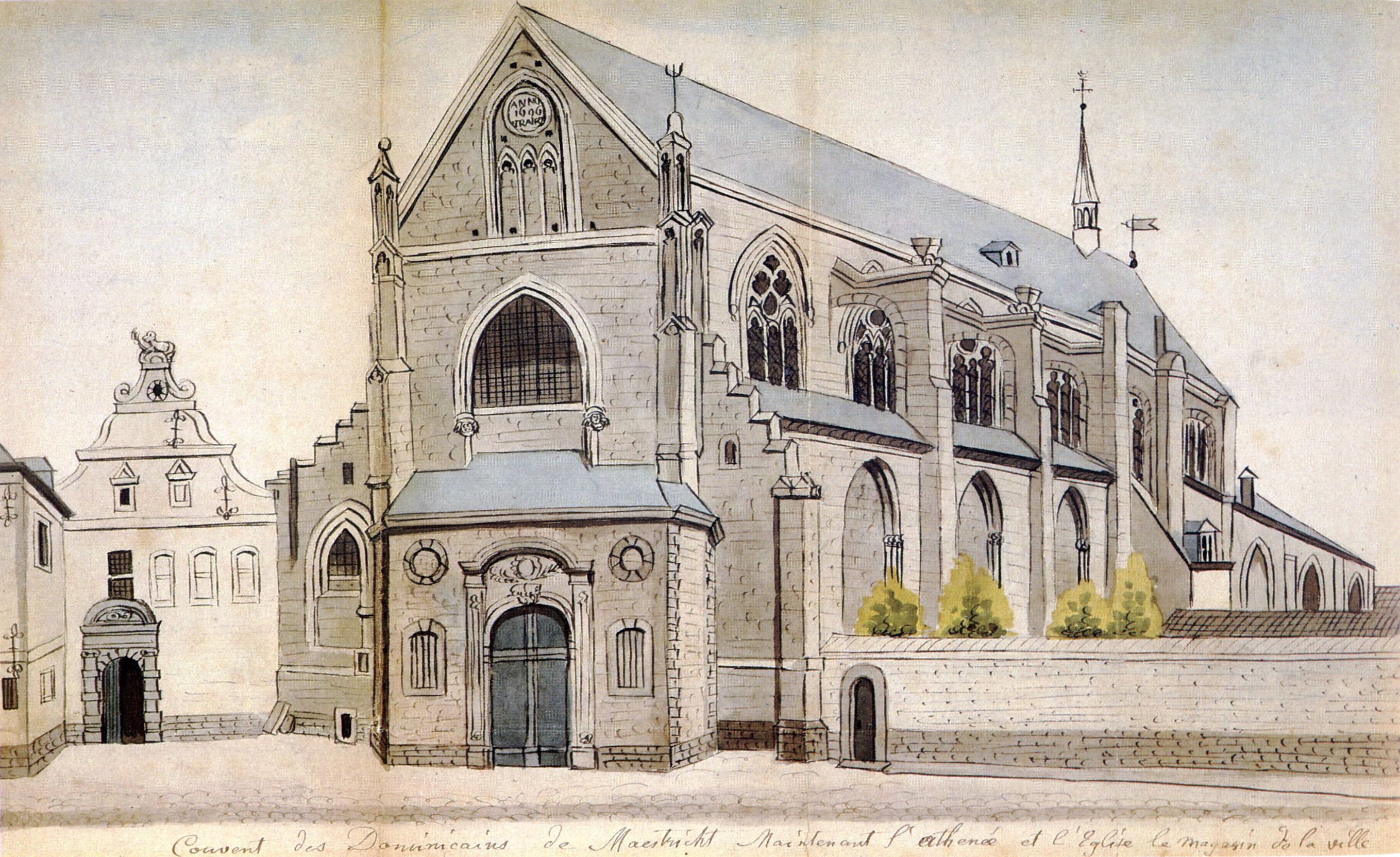
Dominicanenkerk Maastricht
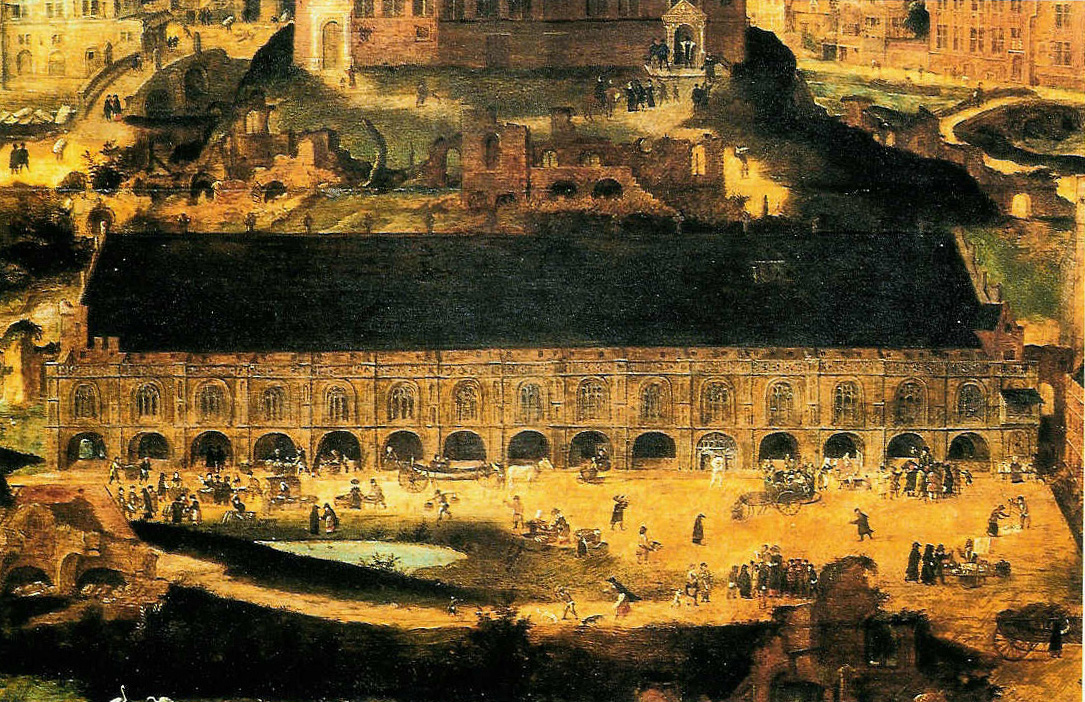
Waterhalle, Brugge
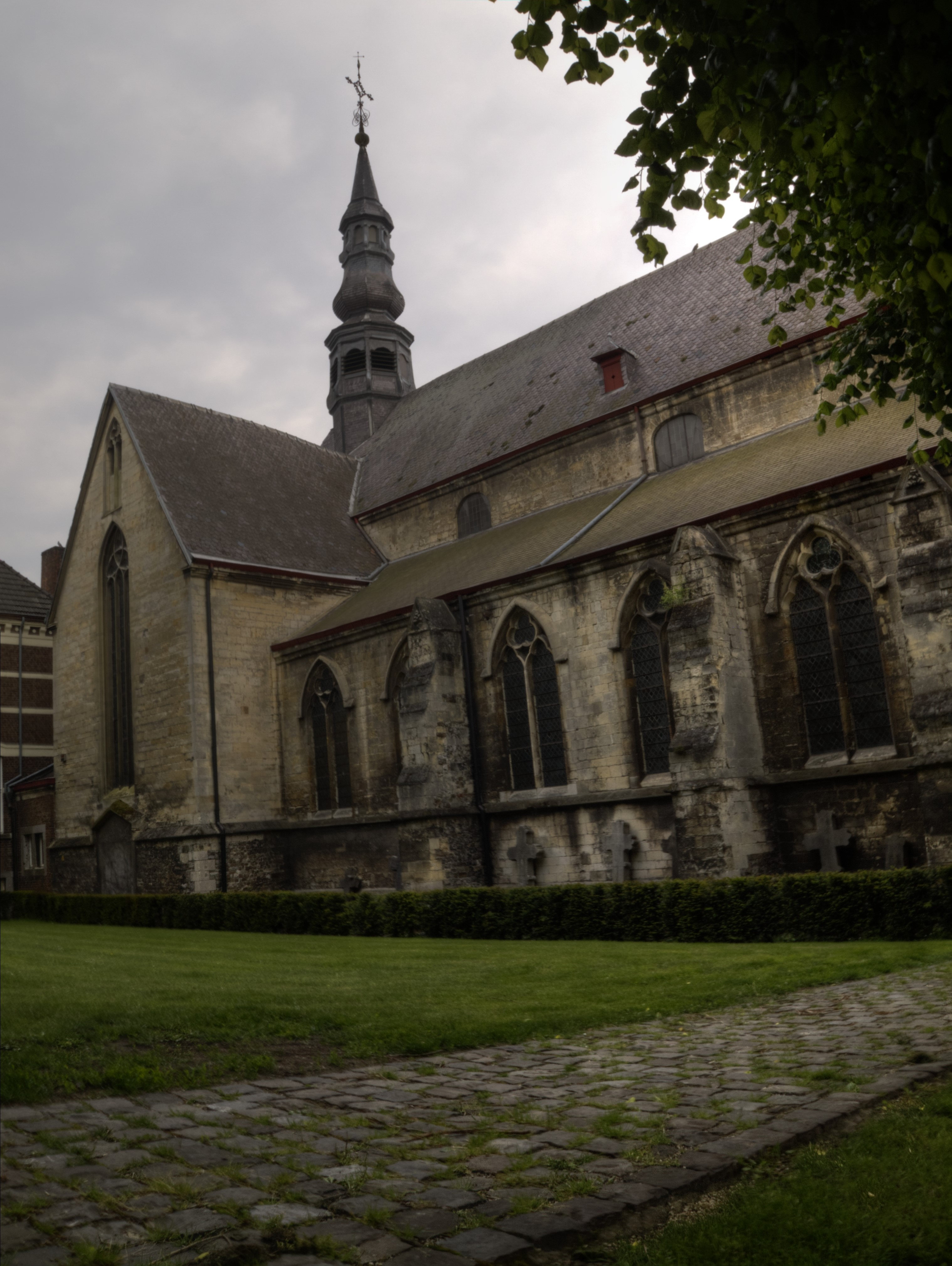
Sint-Catharinakerk, Tongeren

## Geboren
- 18 maart - Hendrik VI van Silezië, hertog van Breslau, Liegnitz en Brieg
- 18 juni - Karel IV, koning van Frankrijk (1322-1328)
- 14 juli - Obizzo III d'Este, heer van Ferrara
- Walram III van Nassau, graaf van Nassau
- Blanca van Bourgondië, echtgenote van Karel IV (jaartal bij benadering)

## Overleden
- 2 februari - Lodewijk II (64), hertog van Beieren en paltsgraaf aan de Rijn (1253-1294)
- 3 mei - Jan I (~40), hertog van Brabant (1267-1294)
- 10 juni - Casimir II, hertog van Łęczyca
- Brunetto Latini, Florentijns filosoof
- Jean de Villiers, grootmeester der Hospitaalridders
- Koeblai Khan (~79), groot-kan der Mongolen (1260-1294) en keizer van China (1279-1294)
- Koenraad II, hertog van Mazovië
- Bartolomeüs van Neocastro, Siciliaans rechtsgeleerde (jaartal bij benadering)
- Roger Bacon, Engels geleerde (jaartal bij benadering)